# Divoká Evropa
Divoká Evropa nebo také Divoká minulost Evropy (anglicky Europe: A Natural History nebo Wild Europe) je čtyřdílný britský dokumentární televizní seriál o vývoji evropského kontinentu a to od prvohor až po současnost. Poprvé byl vysílán na televizi BBC1 v roce 2005. Byly do něj použity některé scény z fiktivně-dokumentární série Putování s dinosaury a několik scén z Putování s pravěkými zvířaty. Tento titul rovněž vyšel v České republice na DVD v roce 2009. Hudbu k této sérii nahrál Britský národní orchestr a hudba byla velmi ceněná.
Na ČT2 byl dokument vysílán pod názvem Mýty a fakta historie: Divoká minulost Evropy.

## Obsah seriálu
Seriál má čtyři díly:

### Zrození světadílů
Díl Zrození světadílů (anglicky Genesis) pojednává o období od doby před 500 miliony lety do doby před 5,5 milionu let. Je zachycen vznik Pangey, odtržení Severní Ameriky a vznik Středozemního moře.

### V zajetí ledu
Díl V zajetí ledu (anglicky Ice Ages) pojednává o období od doby před 2,5 milionu lety do doby před 10 tisíci lety. Zachycuje období doby ledové včetně snížení hladiny oceánů o 100 metrů, období existence neandrtálců a znovuzalesnění Evropy.

### Zkrocení divočiny
Díl Zkrocení divočiny (anglicky Taming the Wild) pojednává o období od doby před doby před 10 tisíci lety do doby 19. století našeho letopočtu. Zachycuje počátky zemědělství, vzestup a pád Římské říše, ovládnutí částí Evropy Maury, Berbery, Araby a Vikingy, dovezení brambor do Evropy a průmyslovou revoluci.

### Nové milénium
Díl Nové milénium (anglicky A New Millenium) zachycuje život ve 21. století. Zmiňuje dovážení škůdců a invazních rostlin. Naznačuje také možnou budoucnost Evropy.